# 렌 (1995년)
렌 (최민기 (崔珉起), 1995년 11월 3일 ~ )은 대한민국의 가수이자 배우이다. 뉴이스트의 서브보컬이다. 2017년 《PRODUCE 101 시즌2》에 참가하였으며 이후 2018년까지 뉴이스트 W로 활동하였다.

## 학력
- 용산초등학교 (졸업)
- 용호중학교 (졸업)
- 한국예술고등학교 (졸업)
- 인하대학교 연극영화과

## 음악 작품

### 작사 및 작곡
| 발매연도 | 가수      | 앨범   | 노래               | 참여부문 |
| 2017     | 뉴이스트W | W.HERE | PARADISE(REN SOLO) | 작사     |

### 미니 음반
- 2023년 6월 13일 《Ren’dezvous》

## 출연 작품

### 영화
- 《좋아해, 너를》 (2016) - 레온 역
- 《그림자 고백》  (2023) - 윤호 역

### 드라마
- KBS2 《전우치》 (2013) - 강설 역
- 중국드라마 《고독한 미식가》 (2015) - 한방점 점원 역
- 네이버 TV캐스트 《소녀접근금지》 (2016) - 시우 역
- 태국시트콤《something family 2》 (2018) - 특별출연
- ENA 《오랫동안 당신을 기다렸습니다》 (2023) - 오진우 역
- KBS2 《KBS 드라마 스페셜 - 그림자 고백》 (2023) - 윤호 역

### 예능
- MBC every1 《무작정 패밀리 시즌3》 (2013)
- MBC every1 《비디오스타》 (2016)
- Mnet 《PRODUCE 101 시즌2》 (2017) - 참가자
- Mnet 《더 꼰대 라이브》 (2018) - 고정 MC
- JTBC, JTBC2 《사서 고생》 (2017) - 고정 출연
- JTBC2 《호구의 차트》 (2019) - 고정 출연